# ريك لينك
ريك لينك (بالإنجليزية: Rick Link)‏ هو مصارع رياضي أمريكي، ولد في 28 فبراير 1959 في ليكسينغتون في الولايات المتحدة.

## روابط خارجية
- ريك لينك على موقع CageMatch worker (الإنجليزية)